# Европско првенство у ватерполу за жене 2016.
 16. Европско првенство у ватерполу за жене  одржаће се у Србији у главном граду Београду од 10. до 23. јануара. Србија ће други пут организовати Европско првенство за жене након 2006. Бранилац титуле је репрезентација Шпаније. Учествоваће 12 репрезентација, први пут од 1997.

## Квалификације
Први пут од 1997. учествоваће 12 репрезентација, након што је у међувремену учествовало 8 репрезентација. Једини дебитант је Турска. Репрезентације су се квалификовале на следећи начин:
- Као домаћин
- Најбољих 5 репрезентација са Европског првенства 2014. године, не рачунајући домаћина.
- 6 репрезентације кроз квалификације.

| Женски ватерполо                             | Датум             | Домаћин    | Број мјеста | Репрезентације                                                |
| -------------------------------------------- | ----------------- | ---------- | ----------- | ------------------------------------------------------------- |
| Домаћин                                      | –                 | –          | 1           | Србија                                                        |
| Европско првенство у ватерполу за жене 2014. | 16.–26. јула 2014 | Будимпешта | 5           | Шпанија · Холандија · Мађарска · Италија · Русија             |
| Квалификације                                |                   | –          | 6           | Грчка · Немачка · Француска · Португалија · Турска · Хрватска |

## Жреб
Жреб је одржан 4. октобра 2015. године у Београду, Србија.
| Шешир 1             | Шешир 2           | Шешир 3          | Шешир 4         | Шешир 5                 | Шешир 6           |
| ------------------- | ----------------- | ---------------- | --------------- | ----------------------- | ----------------- |
| Шпанија · Холандија | Србија · Мађарска | Русија · Италија | Немачка · Грчка | Португалија · Француска | Хрватска · Турска |

## Групе
| Група А                                                      | Група Б                                                     |
| ------------------------------------------------------------ | ----------------------------------------------------------- |
| Грчка · Мађарска · Португалија · Русија · Турска · Холандија | Италија · Немачка · Србија · Француска · Хрватска · Шпанија |